# Girly
Girly est un terme familier et condescendant pour dire, notamment en littérature « avec des filles » ou « fait par une fille ». C'est aussi une tendance ou un mouvement de mode, apparu au début des années 2000 qui désigne une attitude, souvent ingénue que les jeunes filles aiment se donner. C'est la culture du rose et des couleurs vives, des strass, des paillettes, de la fausse fourrure, des jupes… C'est un moyen d'expression et d'appartenance à un groupe social touchant les jeunes filles « trop jeunes pour les garçons, trop vieilles pour les jouets ».

## Présentation
Le « mouvement girly » se retrouve dans divers domaines : les séries de télévision, le cinéma, le maquillage, la musique,, la mode, et la lingerie, la littérature, la bande dessinée,, les applications de téléphonie,, le divertissement, les blogs,…
Ce mouvement s'oppose aux adolescentes appelées « it teens » récusant les paillettes ou le rose pour s'adonner à une mode plus classique.

## Définition
Le terme girly, parfois écrit girlie, est à l'origine un adjectif anglais servant à désigner ce qui est proprement féminin. Christine Griffin, reprenant l'étude de Anna Halsall, The Girls in my Lesson are Proper Girlie, définit la girlie girl comme « obsédée par la consommation et l'apparence », elle est vue comme ultra féminine.

### Girly contreTomboy
Les jeunes filles girly sont opposées, du moins sémantiquement, au Tomboy qui désigne une jeune fille refusant les stéréotypes féminins et ayant des intérêts a priori propres aux garçons.

### Une image fluctuante
Être girly n'est pas une réalité constante pour les jeunes filles. Il s'agit plus d'une image qu'elles veulent donner à certains moments mais qui ne les empêche pas de choisir parfois une autre image.

## Le «féminisme girly»
Le féminisme, surtout du côté américain, a pu être perçu comme une dénégation des caractères proprement féminins de la part des femmes qui voulaient l'égalité avec les hommes. Les femmes devaient être sérieuses, engagées politiquement et désexualisées. Cette forme de féminisme (qui est une image partielle de la réalité des combats féminins) a été rejetée par les plus jeunes qui réclament les mêmes droits que les hommes mais refusent de ressembler à ceux-ci. Le « féminisme girly », tel qu'il est défendu par Debbie Stoller ou Anita Harris, assume le choix d'être féminine sans que cela soit le signe d'une soumission aux hommes.